# Объярь
Объя́рь, объя́рина — старинное название одноцветной шёлковой переливчатой ткани, «с золотыми и серебряными струями и узорами». Наиболее популярные цвета объяри — лазурный, алый, золотой, серебряный и белый. Из объяри шили платна, кафтаны, кожухи, опашни, зипуны, ферязи и летники.
Объярь мерцала в различном положении поверхности по отношению к источнику света. Эффект свечения поверхности ткани достигался введением золотой или серебряной нити, а также особой обработкой шёлка при помощи валиков, вследствие чего нити сдвигались в причудливые узоры.
Объярь была известна с допетровских времён. Слово сохранялось в русском языке вплоть до начала XIX века наряду с постепенно вытеснявшим её муаром, при этом объярь считалась тканью более качественной, чем любые сорта муара. Объярь, как материя, о которой уже «нет понятия», упоминается Е. П. Яньковой в «Рассказах бабушки», записанных Д. Д. Благово в 1850-х годах.